# Bergepanther
«Бергепантера» (нем. Bergepanther), полное обозначение «Бронированная ремонтно-эвакуационная машина „Пантера“» (нем. Bergepanzerwagen Panther) — германская бронированная ремонтно-эвакуационная машина (БРЭМ) периода Второй мировой войны. По германской ведомственной системе обозначений военной техники машина носила индекс Sd.Kfz.179. Была создана в марте—июне 1943 года на шасси среднего танка Pz.Kpfw.V «Пантера» и предназначалась для эвакуации бронемашин тяжёлого класса, таких как сама «Пантера» и «Тигр».
В ходе серийного производства, продолжавшегося с июня 1943 и до февраля или апреля 1945 года было выпущено, по разным данным, от 290 до 347 «Бергепантер», применявшихся германскими войсками на всех фронтах, где действовали тяжёлые бронемашины. После войны некоторое число БРЭМ этого типа использовалось армиями Чехословакии и Франции.

## История создания и производства

### Предпосылки к созданию

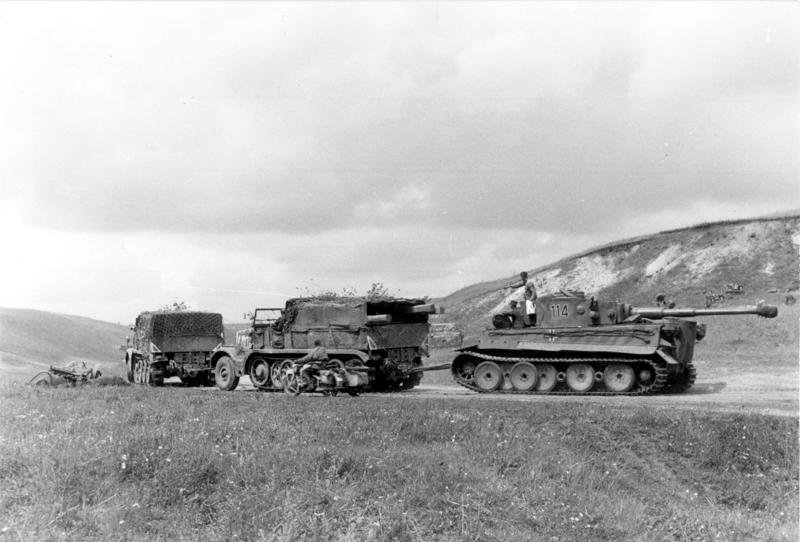
Sd.Kfz.9 буксируют «Тигр». СССР, июнь 1943 года

В начальный период Второй мировой войны германским танковым войскам удалось создать отлаженные ремонтно-эвакуационные службы для имевшегося танкового парка, вплоть до 20—25-тонных машин семейств Pz.Kpfw.III и Pz.Kpfw.IV. Однако при проектировании среднего танка «Пантера» и тяжёлого танка «Тигр», имевших массу, соответственно, 45 и 57 тонн, Управление вооружений упустило из виду необходимость создания адекватных средств их эвакуации.
Начало эксплуатации новых машин в конце 1942 — начале 1943 года показало, что даже самые мощные 18-тонные полугусеничные тягачи Sd.Kfz.9 не справляются с этой задачей: даже на твёрдой поверхности для буксировки одной «Пантеры» обычно привлекались две машины, чтобы избежать поломки их трансмиссий, а в менее благоприятных условиях это число могло возрастать до четырёх, для эвакуации «Тигра» же обычно требовалось от трёх до пяти тягачей; нередко Sd.Kfz.9, сколько бы их ни привлекалось, оказывались вовсе неспособны извлечь застрявший танк, вдобавок, использование нескольких машин часто приводило к повреждению их рам. Ситуация лишь усугублялась неудовлетворительной надёжностью «Пантер» и «Тигров» и ухудшением стратегической обстановки: отступающим германским войскам приходилось бросать значительное количество новых танков, будучи не в состоянии их эвакуировать.
Управление вооружений не игнорировало вопрос эвакуации тяжёлых машин полностью: ещё в 1942 году было заказано переоборудование нескольких шасси V.K.36.01 в бронированные ремонтно-эвакуационные машины (БРЭМ) V.Kz.35.01 для поддержки подразделений «Тигров», однако нет никаких свидетельств, что этот заказ был действительно выполнен.

### Проектирование
Для решения проблемы с эвакуацией тяжёлых машин генерал-инспектор танковых войск Г. Гудериан в конце марта 1943 года предложил создание специализированных БРЭМ на базе «Пантеры», оборудованных лебёдкой и сошником и вооружённых 20-мм автоматической пушкой Kw.K.38 для самообороны. 29 марта Гудериан издал приказ, согласно которому из месячного выпуска «Пантер» четыре процента и ещё три машины должны были выпускаться без башен и снабжаться необходимым оборудованием для использования в качестве переходных БРЭМ (нем. Panzer-Bergegerät).

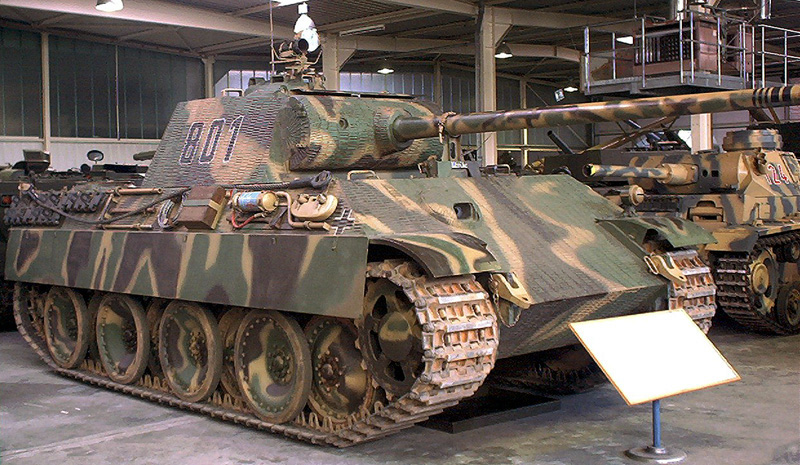
Средний танк «Пантера» Ausf.G

7 мая комиссия Управления вооружений разместила срочный заказ на создание бронированного тягача для оказания технической помощи тяжёлым танкам. Несмотря на предыдущие указания Гудериана, некоторые источники упоминают о том, что в качестве базы рассматривался и «Тигр», однако такое использование дорогостоящего сложного шасси было нецелесообразным и в конечном итоге оно было отвергнуто на основании недостаточной удельной мощности. В результате было выбрано шасси «Пантеры», заказ на создание БРЭМ на котором был выдан фирме M.A.N., как основному проектировщику базового танка. Новая машина получила обозначение «Бронированная ремонтно-эвакуационная машина „Пантера“» (нем. Bergepanzerwagen Panther), обычно сокращающееся как «Бергепантера» (нем. Bergepanther); по германской ведомственной системе обозначений военной техники БРЭМ был присвоен индекс Sd.Kfz.179.
19 июня M.A.N. подготовила компоновочный чертёж «Бергепантеры», демонстрировавший основные особенности будущей серийной машины. В основном работа по созданию БРЭМ свелась к установке стандартных агрегатов на доработанное шасси серийного танка, но проблему составил поиск лебёдки с тяговым усилием в 40 тонн и рабочей длиной троса в 150 метров — крановой промышленностью подобные попросту не выпускались. Решение было найдено в созданной M.A.N. ещё в 1941 году для не принятой на вооружение инженерной машины Spezial-Pionierfahrzeug лебёдке оригинальной конструкции, которую после некоторой доработки удалось приспособить для использования на «Бергепантере».

### Серийное производство и дальнейшее развитие

#### Переходные «Бергепантеры»
Пока продолжалось проектирование «Бергепантеры», тяжёлая БРЭМ требовалась войскам немедленно, и в связи с этим было решено развернуть производство упрощённого переходного варианта машины. Заказ на производство партии из 10 «Бергепантер» к 6 июня 1943 года был выдан M.A.N., по разным данным, 7 или 10 мая и выполнен был в июне, когда M.A.N. сдала армии 12 БРЭМ первой серии (номера шасси 210125—210136).
Несмотря на общее с серийными «Бергепантерами» обозначение, конструктивно эти машины представляли всего лишь линейные «Пантеры» Ausf.D, лишённые башен; башенный погон при этом закрывался деревянной надстройкой с люком в крыше, а в боевом отделении устанавливался деревянный пол для перевозки необходимых БРЭМ запасных частей и ремонтного оборудования. Позднее «Бергепантеры» этой серии дооборудовались дополнительными креплениями для ЗИП, кронштейнами для установки крана и жёсткой буксировочной сцепкой.

#### Bergepanther Ausf.A
Одновременно с M.A.N. второй заказ, на завершение второй своей серии из 70 «Пантер» Ausf.A (номера шасси 212131—212200) как «Бергепантер», уже по полному проекту переоборудования, получила фирма Henschel. По плану, 9 машин должны были быть сданы уже в июне 1943 года, 11 — в июле, 13 — в августе, 14 — в сентябре, 16 — в октябре и 7 — в ноябре. «Хеншель», однако, не проявила по поводу этого заказа энтузиазма, считая производство БРЭМ лишним бременем, поскольку несмотря на упрощения конструкции по сравнению с базовым танком, выигрывали от этого в основном производители башен. В письме Управлению вооружений от 15 июня фирма сообщала, что не может выполнить заказ, поскольку испытания лебёдки M.A.N. обещает завершить только к концу месяца, и большинство новых агрегатов ещё только ожидает прибытия на завод. Вдобавок, Управление вооружений хотело сделать «Хеншель» основным производителем «Бергепантер», в то время как фирма соглашалась лишь на выпуск первой серии в качестве временной меры. После этого фирма соглашалась лишь выпускать шасси для переоборудования в БРЭМ другими производителями — ссылаясь на то, что производство «Бергепантер» нарушит планы выпуска «Тигров II». Несмотря на это, производство первой серии «Бергепантер» было оставлено за «Хеншель», которой для сдачи первой партии машин в июле пришлось сорвать план поставок механизмов поворота башни для фирмы Daimler-Benz. Тем не менее, «Хеншель» справилась с заказом, сдав последние из 70 машин, по разным данным, в ноябре или декабре 1943 года.
Конструктивно первые серийные «Бергепантеры», обозначающиеся как Ausf.A, в основном следовали проекту M.A.N., хотя лобовая жёсткая буксировочная сцепка была заменена на серийных машинах упорами для деревянных брусьев, предназначенных для выталкивания застрявших машин. Большинство компонентов шасси были заимствованы у «Пантеры» и взаимозаменяемы с ней, созданные специально для «Бергепантеры» узлы включали, помимо ремонтно-эвакуационного оборудования: установку 20-мм пушки на лобовом бронелисте, установки для зенитных пулемётов, сиденья для экипажа, выхлопные трубы и топливные баки. Броневой корпус «Бергепантер», изменённый по сравнению с базовым танком, выпускался заводом фирмы Ruhrstahl в Хаттингене отдельной серией. Выпуск 40-тонных лебёдок первоначально вёлся заводом Raupach в Гёрлице, а позднее был перенесён на новое предприятие фирмы в Варнсдорфе. На протяжении выпуска «Бергепантер», организация производства лебёдок особой мощности для них была сопряжена с постоянными трудностями, поскольку заводы, обладавшие необходимым опытом и оборудованием, были уже перегружены военными заказами, и в общей сложности 46 из «Бергепантер» были переданы армии без лебёдок.
После «Хеншель», заказ на производство второй серии «Бергепантер» (номера шасси 175501—175663) разместили на фирме Daimler-Benz, с февраля по март 1944 года выпустившей ещё 40 машин (номера шасси, предположительно, 175501—175540). Вслед за этим производство было передано фирме DEMAG, ранее освоившей лишь малосерийный выпуск «Пантер» на заводе в Дюссельдорфе, с февраля полностью перевёдшем линии по сборке «Пантер» на БРЭМ. «Бергепантеры» второй серии, выпускавшиеся DEMAG, имели ряд отличий в укладке оборудования и конструкции сошника. Подключение DEMAG к программе позволило наконец увеличить объёмы выпуска БРЭМ и всего с марта по октябрь 1944 года DEMAG было выпущено ещё 123 «Бергепантеры» Ausf.A.
7 апреля 1944 года доклад о важности «Бергепантеры» был представлен А. Гитлеру, который приказал в дополнение к уже предпринятым для обеспечения месячного выпуска 20 машин мерам, переоборудовать в БРЭМ поступавшие на заводской ремонт «Пантеры»: 13 в апреле, 18 в мае, 20 в июне и 10 — в июле. В реальности, однако, всё свелось к переделке 8 машин в августе того же года.

#### Bergepanther Ausf.G
В октябре 1944 года DEMAG перешла к производству усовершенствованной модификации «Бергепантеры», Ausf.G (номера шасси с 175664). Различные источники приводят противоречивые данные относительно этого варианта: по одним, «Бергепантеры» Ausf.G базировались на шасси «Пантер» той же модификации, по другим же, несмотря на это совпадение, модификации БРЭМ и базового танка не были связаны, а шасси «Пантеры» Ausf.G начало использоваться БРЭМ независимо, с октября 1944 года. Специально для «Бергепантер» этой модификации были созданы: изменённый корпус с укладками оборудования, система вентиляции трансмиссии и тормозов, выхлопные трубы, топливные баки, воздушные фильтры, электрооборудование, установка радиостанции и внешние крепления для оборудования. В остальном компоненты шасси были взаимозаменяемы с базовым танком, а ремонтно-эвакуационное оборудование не изменилось по сравнению с Ausf.A, за исключением переноса кронштейнов крана с бортовых листов на крышу моторного отделения, однако предусмотренная проектом 20-мм пушка была ликвидирована ещё в ходе производства Ausf.A.
«Бергепантеры» Ausf.G сменили Ausf.A на сборочных линиях, по одним данным, в сентябре, по другим — в октябре или ноябре 1944 года. Согласно разным источникам, производство Ausf.G на DEMAG продолжалось до февраля 1945 года с выпуском 107 машин этой модификации или же до апреля, но с выпуском лишь 45 БРЭМ. Общие же данные по выпуску «Бергепантер» варьируются от 290 (не считая переоборудованных) до 297 БРЭМ или 347 новых и переоборудованных машин. В ходе серийного производства в конструкцию «Бергепантер» вносились как общие для шасси «Пантеры» доработки, так и ряд специфических для БРЭМ: перенос установок зенитных пулемётов на кожухи перископов, введение креплений для крана и деревянных брусьев, кронштейнов для жёсткой буксировочной сцепки на корме, поворотной рамы для тента над отделением управления, переделка центрального кормового буксировочного кронштейна, увеличение сошника, а также различные изменения в укладках оборудования.
| График производства «Бергепантер» |      |      |      |      |      |      |      |      |      |      |      |      |      |      |      |      |      |      |      |      |      |      |      |       |
| Завод-изготовитель / месяц        | 1943 | 1943 | 1943 | 1943 | 1943 | 1943 | 1943 | 1944 | 1944 | 1944 | 1944 | 1944 | 1944 | 1944 | 1944 | 1944 | 1944 | 1944 | 1944 | 1945 | 1945 | 1945 | 1945 | Всего |
| Завод-изготовитель / месяц        | 6    | 7    | 8    | 9    | 10   | 11   | 12   | 1    | 2    | 3    | 4    | 5    | 6    | 7    | 8    | 9    | 10   | 11   | 12   | 1    | 2    | 3    | 4    | Всего |
| M.A.N.                            | 12   | —    | —    | —    | —    | —    | —    | —    | —    | —    | —    | —    | —    | —    | —    | —    | —    | —    | —    | —    | —    | —    | —    | 12    |
| Henschel                          | —    | 11   | 15   | 20   | 17   | 7    | —    | —    | —    | —    | —    | —    | —    | —    | —    | —    | —    | —    | —    | —    | —    | —    | —    | 70    |
| Daimler-Benz A.G.                 | —    | —    | —    | —    | —    | —    | —    | —    | 40   | 40   | —    | —    | —    | —    | —    | —    | —    | —    | —    | —    | —    | —    | —    | 40    |
| DEMAG                             | —    | —    | —    | —    | —    | —    | —    | —    | —    | 123  | 123  | 123  | 123  | 123  | 123  | 123  | 123  | 45   | 45   | 45   | 45   | 45   | 45   | 168   |
|                                   |      |      |      |      |      |      |      |      |      |      |      |      |      |      |      |      |      |      |      |      |      |      |      | 290   |

#### Нереализованные проекты
По состоянию на 1 февраля 1945 года, планы вермахта предусматривали выпуск ещё 125 машин, после чего Ausf.G должна была быть заменена на конвейере новой модификацией, носившей в то время обозначение Gerät 549. Новый вариант должен был базироваться на перспективной модификации «Пантеры» — Ausf.F, но к производству его, как и базового танка, германская промышленность приступить уже не успела.
Помимо этого, в ходе производства «Бергепантеры» был разработан ряд различных усовершенствований, не пошедших в серийное производство. Так, для ситуаций, в которых сошник был непрактичен, был разработан якорь, перевозившийся одноосным прицепом, но несмотря на показанную на испытаниях эффективность, колёсный прицеп не подходил для гусеничной машины и работы над проектом были прекращены. Также были разработаны несколько вариантов якорей для закрепления гусениц БРЭМ, но они также не были приняты на вооружение, поскольку требовали изменения конструкции гусениц. Было также создано и прошло испытания различное оборудование для ремонта повреждённых машин, в том числе: рама для починки гусениц, подъёмник для замены катков и различные другие.

## Техническое описание
«Бергепантера» в целом сохраняла компоновочную схему базового танка, с совмещённым трансмиссионным отделением и отделением управления в лобовой, боевым отделением в средней и моторным — в кормовой части, хотя боевое отделение оказалось занято лебёдкой и связанными с ней механизмами. Экипаж машины, согласно Т. Йенцу, состоял из трёх человек: командира, водителя и механика, хотя другие источники приводят данные об экипаже из четырёх или даже пяти человек.

### Броневой корпус
«Бергепантеры» имели дифференцированную противоснарядную бронезащиту, выполненную с использованием рациональных углов наклона. Корпус БРЭМ представлял собой жёсткую несущую конструкцию, собранную при помощи сварки из листов катаной броневой стали толщиной 80, 60, 40, и 16 мм; машины на шасси «Пантеры» Ausf.G также использовали 50-мм бронелисты. Для изготовления броневых корпусов первых выпусков применялась гетерогенная цементированная сталь, но уже с лета 1943 года промышленность перешла на гомогенную сталь. Параллельно вплоть до конца войны продолжалось уменьшение содержания легирующих материалов в связи с дефицитом последних и падением качества стали.
Лобовая часть корпуса — клиновидной формы, состоявшая из расположенных под наклоном в 55° к вертикали листов: 80-мм верхнего и 60-мм нижнего; в машинах на базе Ausf.G нижний бронелист имел толщину 50 мм. Борта корпуса состояли из 40-мм листов: верхних, расположенных под наклоном в 40°, и вертикальных бортов «карманов» моторного отделения и нижних листов, а также 16-мм надгусеничных полок. «Бергепантеры» на базе Ausf.G имели 50-мм бортовые бронелисты, с наклоном в 30° в верхней части и лишённые «карманов» в кормовой части, необходимый объём при этом достигался за счёт увеличения высоты бортовых спонсонов наклонными надгусеничными полками. Корма корпуса состояла из 40-мм бронелиста, расположенного под наклоном в 30°, крыша собиралась из 16-мм бронелистов, а днище — из 30-мм в лобовой и 16-мм — в кормовой части. На борта корпуса БРЭМ на базе «Пантер» Ausf.D и A между верхней ветвью гусениц и наклонным верхним листом навешивались экраны из неброневой стали, предназначенные для защиты от противотанковых ружей. Для повышения прочности, при сборке корпуса широко применялось соединение «в шип» или «в замок», а сварка производилась не только снаружи, но и внутри. С сентября 1943 года вертикальное бронирование выпускаемых машин покрывалось циммеритом для защиты от магнитных мин, но уже примерно в сентябре 1944 года применение циммерита было прекращено.
Над средним отделением «Бергепантеры» размещалась надстройка, укрывавшая верхнюю часть лебёдки, и установленная на ней грузовая платформа грузоподъёмностью в 3 тонны. Борта надстройки собирались из 8-мм бронелистов, тогда как верхняя часть образовывалась откидными деревянными стенками. Пол платформы, как правило, покрывался деревянными планками, которые на некоторых машинах заменялись металлическим настилом.
Монолитность лобовой бронезащиты корпуса нарушалась лишь люком-пробкой или шаровой установкой курсового пулемёта и люком-пробкой водителя, ликвидированным на БРЭМ на базе «Пантеры» Ausf.G. Посадка и высадка экипажа осуществлялись через открытую крышу отделения управления, для защиты от осадков могущую закрываться брезентовым тентом. Она же служила для демонтажа агрегатов трансмиссии, также для доступа к агрегатам танка служили люки и лючки в крыше моторного отделения, кормовом бронелисте и днище, а для доступа к лебёдке снимался настил грузовой платформы. Все три отделения корпуса БРЭМ разделялись переборками, моторное отделение дополнительно делилось на три продольных отсека: изолированный центральный и бортовые, содержавшие радиаторы и открытые для доступа воды, охлаждавшей последние при преодолении водных преград.
Противопожарное оборудование «Бергепантеры» состояло из установленной в моторном отделении стационарной автоматической противопожарной системы фирмы Minimax, состоявшей из, по разным данным, трёх или пяти биметаллических реле и трёхлитрового баллона с двумя литрами огнетушащего состава, соединённого с тремя соплами в моторном отделении.

### Инженерное вооружение

#### Лебёдка

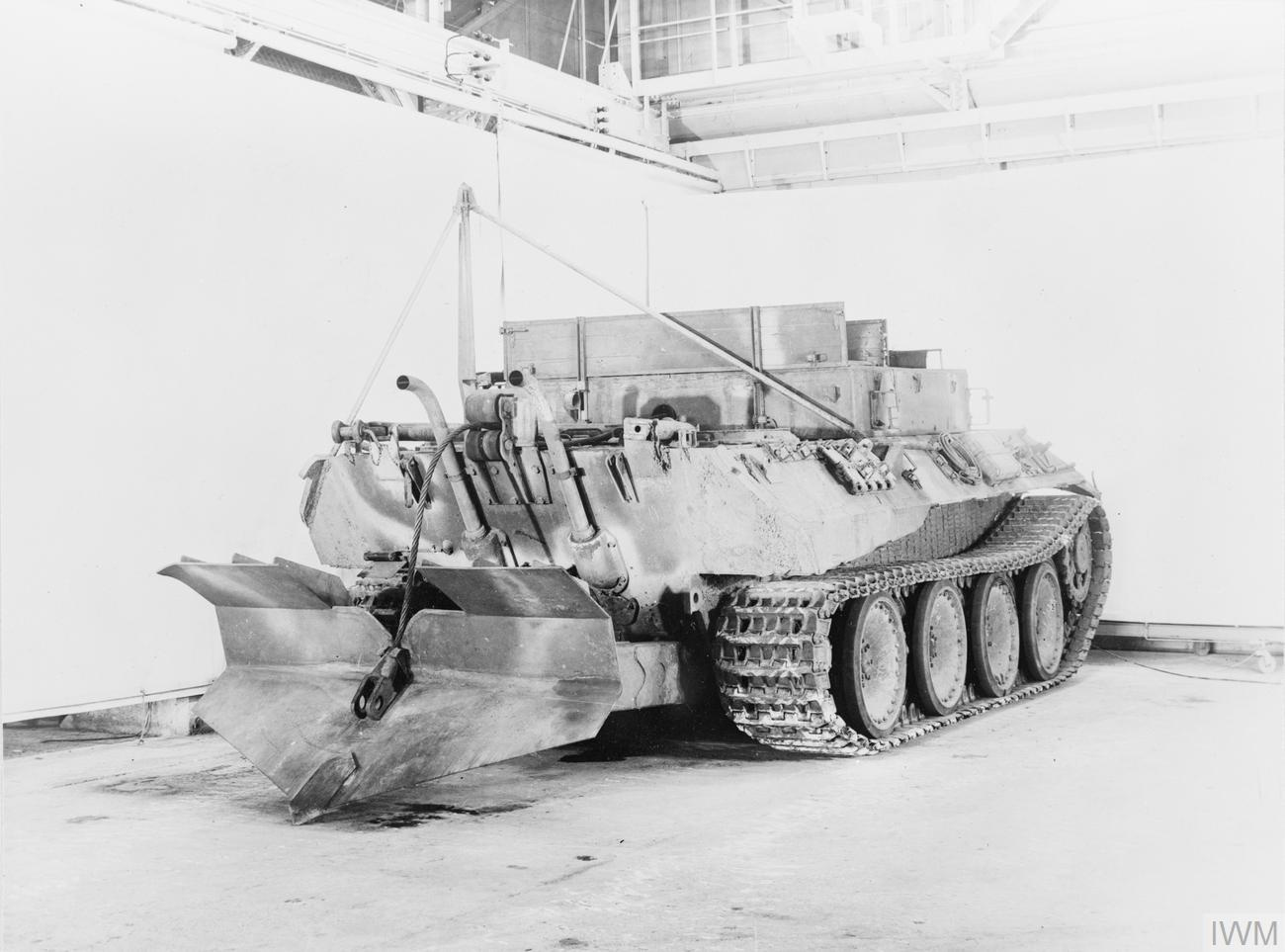
Вид на корму «Бергепантеры», с сошником, направляющими роликами и установленным краном

В среднем отделении «Бергепантеры», на двух закреплённых поперёк корпуса балках, устанавливалась разработанная фирмой M.A.N. лебёдка с тяговым усилием в 40 тонн или до 80 тонн с использованием блока; в некоторых источниках также приводятся данные о 40—45 тоннах базовой тяги. Разработанная M.A.N. оригинальная конструкция лебёдки позволяла последней развивать такое усилие при непосредственной тяге лишь в три тонны. Рабочая длина грузового троса лебёдки составляла, согласно различным источникам, 150 или 200 метров. При работе двигателя на 800 об/мин, скорость разматывания ненагруженного троса составляла 11 метров, наматывания нагруженного — 7,2 метра в минуту; другие источники приводят скорость наматывания в 10 метров в минуту без указания оборотов двигателя.
Привод лебёдки осуществлялся от двигателя машины, через расположенную под лебёдкой коробку отбора мощности. Управление лебёдкой осуществлялось при помощи размещённых в отделении управления рычагов: одним, включавшим и выключавшим сцепную муфту и двумя, контролировавшими тормоза и фрикционы лебёдки. Включение и выключение работы лебёдки требовало глушения двигателя, поскольку отбор мощности осуществлялся между ним и главным фрикционом. В состав механизмов лебёдки входили:
- Сцепная кулачковая муфта;
- Коническая передача;
- Два многодисковых фрикциона и вал контрпривода, обеспечивавшие изменение направления вращения барабанов лебёдки;
- Промежуточные валы с главным тормозом;
- Барабан грузового троса и механизмы его привода:
  - Храповой механизм;
  - Тормоз барабана;
  - Привод вращения;
  - Ограничитель мощности;
  - Вал с установленным на нём кабельным барабаном;
- Восемь рабочих шкивов блочного механизма, установленных на двух валах, и их привод;
- Червячная передача и кривошипный привод механизма тросоукладчика;
- Механизм тросоукладчика, обеспечивавший правильное и равномерное укладывание троса по всей длине барабана, а также направлявший его движение между барабаном и блоками;
- Масляный насос, подававший масло из коробки отбора мощности к другим механизмам лебёдки;

Трос выходил через отверстие в корме надстройки и проходил через двойной набор сдвоенных направляющих роликов, установленный на корме БРЭМ; на «Бергепантерах» различных выпусков устанавливалось несколько вариантов направляющих. Лебёдка также снабжалась тяговым динамометром для предотвращения перегрузки троса.
Для самокрепления машины при работе лебёдки, «Бергепантера» оборудовалась сошником, шарнирно закреплённым в кормовой части машины и состоявшим из двух коробчатых балок, соединённых между собой приварными планками, и прикреплённого болтами к балкам и планкам лемеха. Опускание и подъём сошника осуществлялись лебёдкой при помощи грузового троса, надетый на котором кулак цеплял захват на сошнике. При недостаточном для закрепления машины сопротивлении сошника, для повышения последнего в развал лемеха мог вкладываться перевозимый БРЭМ деревянный брус. «Бергепантеры» поздних выпусков оснащались увеличенным сошником с удлинёнными балками. Часть «Бергепантер» была выпущена без лебёдок, часть — без сошников.

#### Прочее оборудование
Для монтажа и демонтажа тяжёлых агрегатов при ремонте бронемашин, «Бергепантера» оснащалась съёмным краном грузоподъёмностью в 3 тонны; в других источниках грузоподъёмность указывается в 1,5 или 2 тонны. В походном положении кран перевозился в разобранном состоянии на бортах грузовой платформы, а в рабочем — устанавливался на трёх из четырёх подпятников, в зависимости от необходимого положения. На машинах модификации Ausf.A подпятники крепились к верхним бортовым бронелистам, но на Ausf.G были перенесены на крышу моторного отделения. Кран состоял из вертикальной штанги, двух наклонных распорок, стрелы и многозвенчатой цепи, регулировавшей вылет стрелы; подъём грузов осуществлялся талью, подвешенной на рыме стрелы. М. Свирин упоминает, что позднее «Бергепантеры» оснащались также 6-тонным краном, не приводя, однако, подробностей.
Для буксировки эвакуируемых машин, «Бергепантера» имела рымы в лобовой и кормовой части. Сцепка бронемашин осуществлялась двумя тросами, могущими соединяться между собой специальной сцепкой, либо, при неисправности управления буксируемой машины — двумя штангами жёсткой сцепки. Для выталкивания застрявших машин, «Бергепантера» также комплектовалась деревянным брусом, устанавливавшимся на опоры в лобовой части корпуса. Помимо этого, «Бергепантера» комплектовалась домкратом и четырьмя ящиками для укладки ЗИП.

### Оборонительное вооружение
Оборонительное вооружение «Бергепантеры» в общем случае состояло из орудийной или пулемётной установки на верхней лобовой детали и курсового и зенитного пулемётов, однако на практике значительно варьировалось на различных машинах. БРЭМ ранних выпусков оснащались 20-мм автоматической пушкой Kw.K.38, установленной в шкворневой установке на кронштейне на верхней лобовой детали, защищённой V-образным бронещитом толщиной 10—15 мм. Kw.K.38 имела ствол длиной 55 калибров и автоматику по типу отдачи ствола с коротким ходом, обеспечивавшую ей темп стрельбы в 450 и боевую скорострельность — в 220 выстрелов в минуту. Питание пушки осуществлялось из коробчатых магазинов ёмкостью в 10 патронов, по ассортименту применяемых боеприпасов, включавших выстрелы с калиберными и подкалиберными бронебойными и осколочными снарядами, Kw.K.38 была унифицирована с зенитными орудиями того же калибра.

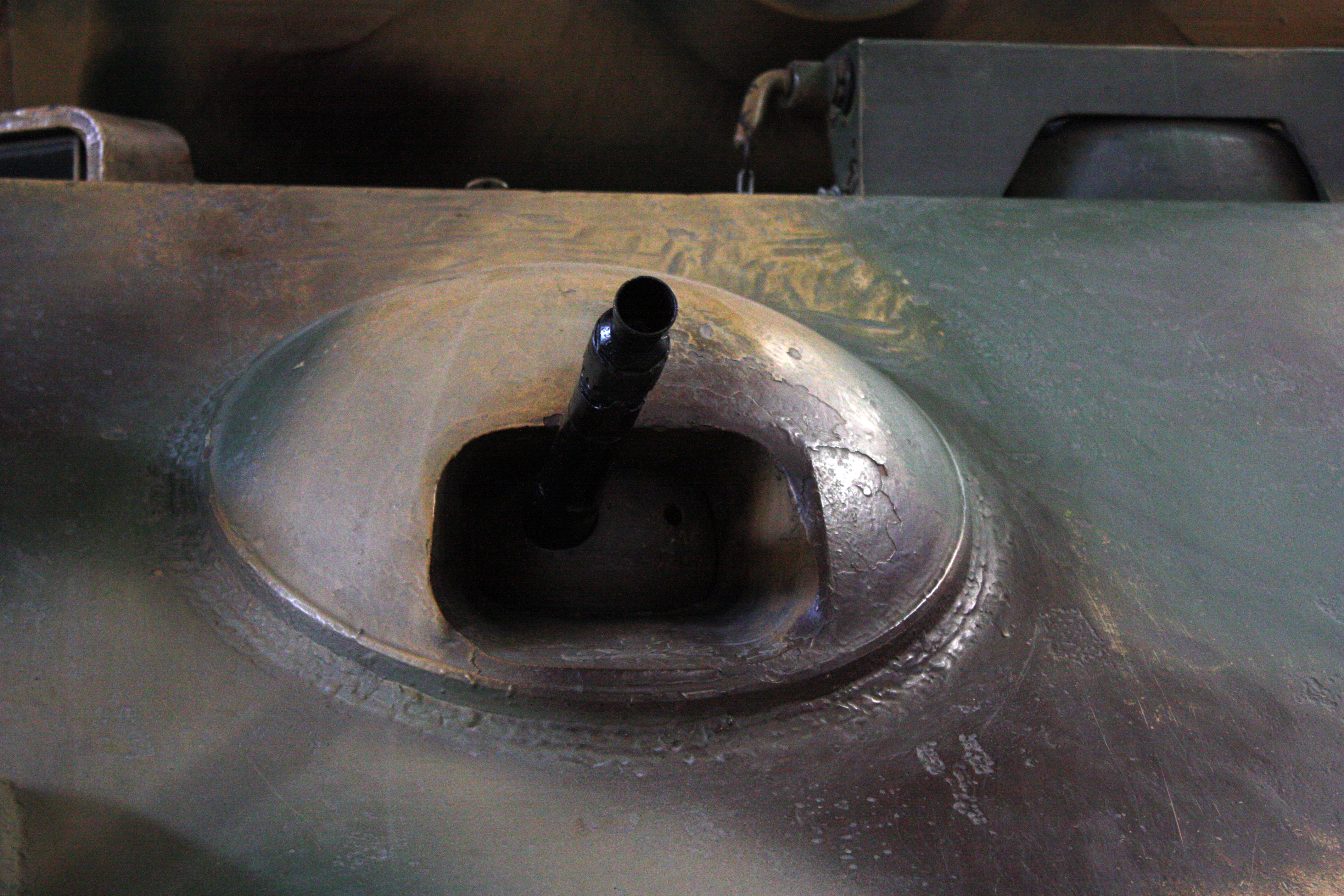
Шаровая установка пулемёта M.G.34

Наведение пушки осуществлялось при помощи телескопического оптического прицела T.Z.F.3a, имевшего увеличение 2,5×, поле зрения в 17° и прицельную сетку, рассчитанную на стрельбу бронебойными и осколочными снарядами на дальность до 1200 метров. Пушка была ликвидирована в ходе выпуска «Бергепантер» Ausf.A, хотя ещё имелась в первоначальном проекте Ausf.G, однако В. Тройца упоминает, что несмотря на значительное число выпущенных с пушками машин, отсутствуют фотографии таких машин в войсках, а М. Коломиец предполагает даже, что серийно пушки на «Бергепантеры» не устанавливались. На лишённых пушки машинах на кронштейне устанавливался 7,92-мм пулемёт, а зачастую кронштейн снимался вовсе.
Помимо пушки, «Бергепантеры» вооружались 7,92-мм пулемётами M.G.34, хотя некоторые источники упоминают также об использовании M.G.42. M.G.34 имел темп стрельбы в 800—900 выстрелов в минуту и начальную скорость пули в 762 м/с; питание пулемёта могло осуществляться лентами в магазин-коробах на 250 патронов или барабанными магазинами на 50 или 75 патронов. Установка курсового пулемёта была вместе с корпусом заимствована у базового танка. На БРЭМ на базе «Пантер» Ausf.D и ранних Ausf.A пулемёт монтировался в бугельной установке, закрываемой броневой пробкой, а на поздних Ausf.D, с конца ноября — начала декабря 1943 года, пулемёт размещался в шаровой установке Kugelblende 80, обеспечивавшей ему углы вертикального наведения от −10° до +15° и горизонтального — ±5°. Наведение пулемёта в шаровой установке осуществлялось при помощи телескопического прицела Kg.Z.F.2, имевшего увеличение 1,75× и поле зрения в 18°. Второй пулемёт, зенитный, монтировался в одной из двух шкворневых установок Fliegerbeschussgerät 34 на кожухах перископов механика-водителя и стрелка-радиста, в отдельных случаях устанавливалось по пулемёту на каждой установке. Боекомплект пулемётов составлял, по разным данным, 1200 или 4800 патронов. Помимо пулемётов, для самообороны экипажа «Бергепантера» комплектовалась 9-мм пистолетом-пулемётом со 192 патронами к нему.

### Средства наблюдения, связи и навигации
Специальные средства наблюдения в открытом сверху отделении управления «Бергепантеры» сводились ко смотровому лючку водителя, защищённому триплексным стеклоблоком со внутренней стороны, и пулемётному порту стрелка-радиста в верхней лобовой бронедетали, а также четырём перископическим призматическим смотровым приборам производства фирмы Meyer-Optik для обзора лобового сектора в крыше отделения управления, по два у водителя и у стрелка-радиста — одному, направленному по курсу и одному под углом к нему. Со введением шаровой пулемётной установки в ноябре—декабре 1943 года, курсовой перископ стрелка-радиста был ликвидирован и для наблюдения мог использоваться прицел пулемёта, а БРЭМ на шасси «Пантер» Ausf.G лишились лючка водителя, в связи с чем с октября 1944 года он получил поднимающееся сиденье, позволявшее на марше вести наблюдение через открытую крышу. Помимо этого, «Бергепантеры» на этом шасси получили вместо двух неподвижных приборов наблюдения водителя получили один поворотный типа K.F.F.: фирмы Askania, с полем зрения 70° — на шасси первых выпусков и усовершенствованный, разработки Meyer, с полем зрения 50° — на последующих.
Для внешней связи БРЭМ, как и базовый танк, оснащалась стандартной танковой радиостанцией Fu.G.5. Fu.G.5 представляла собой ультракоротковолновую телефонно-телеграфную радиостанцию, состоявшую из передатчика 10 W.S.c. мощностью 10 Вт и приёмника U.kw.E.e., имевших рабочий диапазон 27,2—33 МГц. Радиостанция осуществляла работу на штыревую антенну длиной 2 метра и обеспечивала связь, по разным данным, на дальность до 2 км и 4 км или до 6,5 км и 9 км в телефонном и телеграфном режиме, соответственно. Помимо этого, линейные «Пантеры» комплектовались сигнальным пистолетом и набором сигнальных флагов, но известные источники не дают информации, сохраняла ли БРЭМ и эти средства связи. Для внутренней связи «Бергепантера» комплектовалась танковым переговорным устройством S.E.10u, интегрированным с радиостанцией. Нет также данных о том, комплектовались ли «Бергепантеры» гирокомпасом Modell B фирмы Anschütz & Co, ставившимся на линейных танках.

### Двигатель и трансмиссия
Моторно-трансмиссионная группа «Бергепантеры» в целом осталась аналогичной базовому танку. БРЭМ оснащалась V-образным 12-цилиндровым четырёхтактным карбюраторным двигателем жидкостного охлаждения модели HL 230 P30 фирмы «Майбах», устанавливавшимся в моторном отделении вдоль продольной оси машины. Имея рабочий объём в 23 095 см³, HL 230 развивал нормальную мощность в 600 л.с. при 2500 об/мин. и максимальную в 700 л.с. при 3000 об/мин; с ноября 1943 года, однако, предельные обороты для двигателей P30 были установлены в 2500/мин. Максимальный крутящий момент, развиваемый двигателем, составлял 189 кгс·м (1850 Н·м) при 2100 об/мин.
HL 230 P30 оборудовался четырьмя карбюраторами 52 JFF 40 фирмы Solex, подача топлива осуществлялась четырьмя диафрагменными насосами той же марки. В состав топливной системы двигателя входили восемь топливных баков общей ёмкостью 1075 литров: пять, аналогичных базовому танку — по два по бортам двигателя и в спонсонах моторного отделения и один в корме моторного отделения — и три дополнительных общей ёмкостью в 350 литров — два в правом и один в левом спонсоне отделения лебёдки; топливом для двигателя служил бензин с октановым числом не менее 74. Система воздухопитания двигателя на большинстве серийных машин включала циклонные фильтры предварительной очистки с эжекционным отсосом пыли и фильтры тонкой очистки с инерционно-масляным фильтром комбинированного типа с масляной ванной и фильтрующей набивкой, производства фирмы Mann+Hummel.
Система охлаждения двигателя включала четыре радиатора и два вентилятора, установленных в боковых отсеках моторного отделения, для охлаждения при пересечении водных преград заполняемых водой. Для облегчения запуска двигателя в холодное время года двигатель снабжался термосифонным подогревателем с паяльной лампой, устанавливаемой через лючок в корме корпуса. Для запуска двигателя использовались стартёры BPD 6/24 ARS 150 фирмы Bosch; также «Бергепантера» вместо устанавливавшихся на линейном танке инерционных стартёров оснащалась ручным механическим стартёром для проворачивания коленчатого вала, а при достаточно прогретом двигателе — и для его заводки.
«Бергепантера» имела механическую трансмиссию, в состав которой входили:
- Карданный вал между двигателем и коробкой отбора мощности;
- Коробка отбора мощности к лебёдке;
- Карданный вал между коробкой отбора мощности и главным фрикционом;
- Трёхдисковый главный фрикцион сухого трения 3/70 H фирмы L.A.G, объединённый в конструктивном блоке с коробкой передач и механизмом поворота;
- Семиступенчатая (7+1) трёхвальная механическая коробка передач AK 7-200 фирмы Z.F., с постоянным зацеплением шестерён и синхронизаторами на второй—седьмой передачах;
- Механизм поворота планетарного типа с постоянным радиусом поворота, фирмы M.A.N.;
- Двухрядные бортовые передачи с простыми шестернями;
- Дисковые бортовые тормоза LB 900.2 фирмы Süddeutschen Arguswerke;

Приводы управления трансмиссией — комбинированные, с прямым механическим действием и гидравлическим сервоприводом, управление поворотом БРЭМ осуществлялось при помощи парных рычагов.

### Ходовая часть

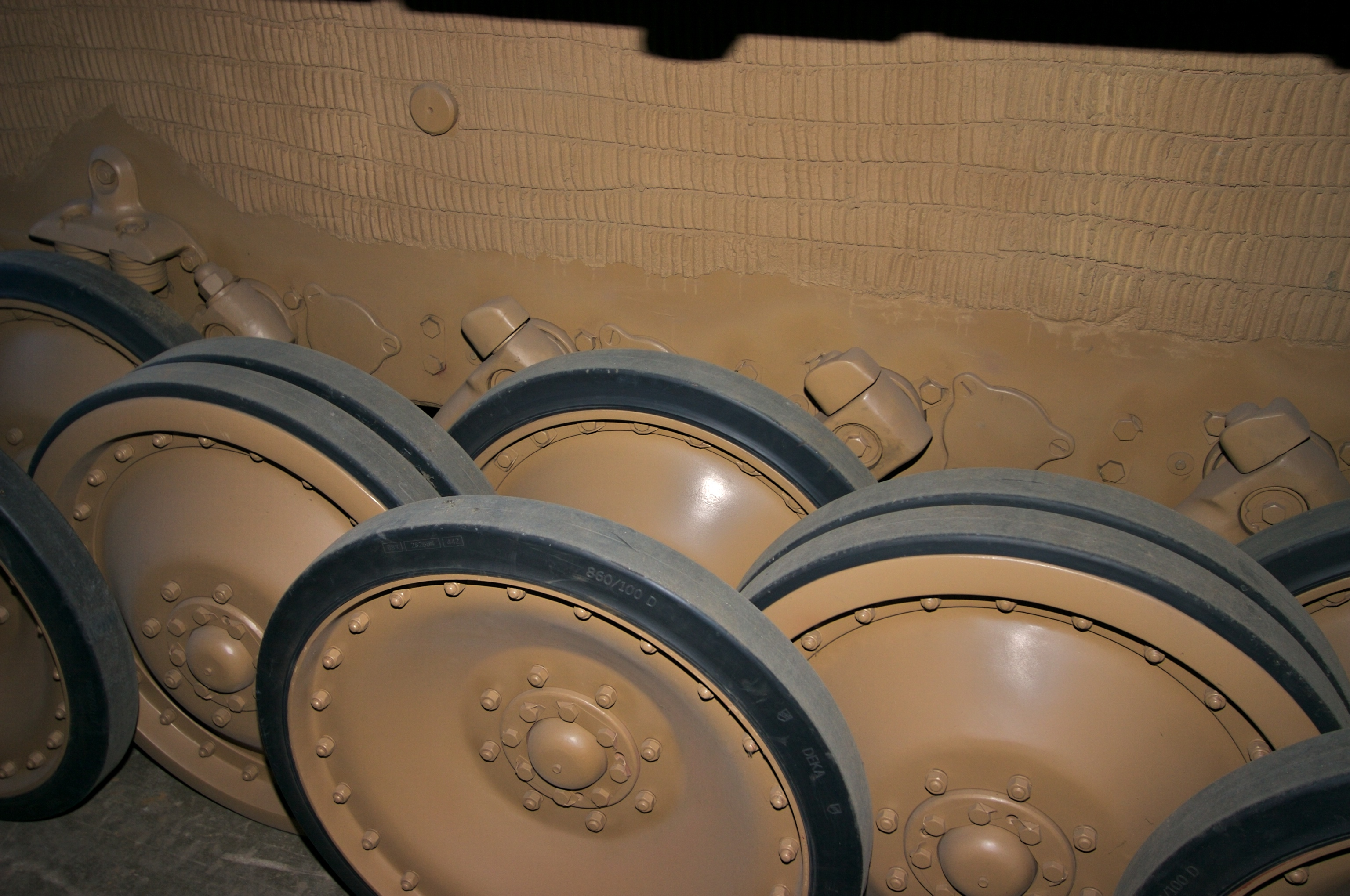
Ходовая часть «Бергепантеры»

Ходовая часть «Бергепантеры» не изменилась по сравнению с базовым танком и включала применительно к одному борту восемь сдвоенных обрезиненных опорных катков диаметром 860 и шириной 100 мм, направляющего колеса, с литым металлическим бандажом и кривошипным механизмом натяжения гусеницы, и ведущего колеса с двумя съёмными 17-зубчатыми венцами. Помимо этого, между ведущим колесом и первым опорным катком устанавливался отбойный ролик, служивший для предотвращения заклинивания гусеницы на зубчатых венцах. Ходовая часть «Бергепантеры» использовала т. н. «шахматное» расположение частично перекрывающих друг друга опорных катков разработки Г. Книпкампа. Подвеска опорных катков — индивидуальная, двухторсионная, с гидравлическими амортизаторами HT 90 фирмы Hemscheidt на первом и последнем катках; полный ход катка составлял 510 мм.
Гусеницы «Бергепантеры» — стальные, мелкозвенчатые, цевочного зацепления, шириной 660 мм и с шагом 153 мм, с открытым металлическим шарниром, состоявшие каждая из 86 литых траков типа Kgs.64/660/150.

## Машины на базе «Бергепантеры»
Каких-либо специально разработанных машин на базе «Бергепантеры» не существовало, однако в войсках практиковалось переоборудование машин, прежде всего выпущенных без лебёдки или сошника, в подвозчики боеприпасов, известные под обозначением Munitionspanzer Panther, с демонтажом оставшегося ремонтно-эвакуационного оборудования.
Помимо этого, в 653-м тяжёлом истребительно-противотанковом батальоне одна «Бергепантера» была переоборудована в ЗСУ путём установки счетверённой пушки Flakvierling 38, а на ещё одну БРЭМ была установлена неподвижная башня от танка Pz.Kpfw.IV.

## Организационно-штатная структура
«Бергепантеры» поступали на вооружение ремонтно-эвакуационных взводов в среднетанковых батальонах «Пантер», тяжелотанковых батальонах и тяжёлых танкоистребительных батальонах, по штату имевших по две машины этого типа, в некоторых случаях — до четырёх; помимо этого, взвод должен был иметь тринадцать полугусеничных тягачей Sd.Kfz.9. Некоторое количество «Бергепантер» также поступило на вооружение отдельных ремонтно-эвакуационных подразделений, находившихся в подчинении армейского командования.

## Эксплуатация и боевое применение
Первые «Бергепантеры» начали поступать в войска летом 1943 года, к началу операции «Цитадель» в войска поступило 11 «Бергепантер». Первыми «Бергепантеры» получили 653-й и 654-й тяжёлые истребительно-противотанковые батальоны, вооружённые «Фердинандами» и 39-й танковый полк, вооружённый «Пантерами», использовавшие новые БРЭМ в ходе Курской битвы. В Курской битве, на июль 1943 года «Бергепантеры», помимо 39-го танкового полка, имелись в 51-м и 52-м танковых батальонах. Также «Бергепантеры», хотя и не предусматривавшиеся штатным расписанием, поступили на вооружение 105-й, 106-й, 107-й и 108-й танковых бригад. В дальнейшем «Бергепантеры» использовались вермахтом на всех фронтах, где германские войска применяли тяжёлые бронемашины; фотоматериалы, в частности, демонстрируют применение БРЭМ в боях при Балатоне, Вене, Будапеште и в Восточной Пруссии
После окончания войны трофейные «Пантеры» были поставлены на вооружение рядом стран, некоторые из которых использовали и БРЭМ на их базе. Так некоторое количество «Бергепантер» было принято на вооружение французской армией, вооружившей «Пантерами» 503-й танковый и 6-й кирасирский полки. Помимо этого, армия Чехословакии сумела к концу 1940-х годов ввести в строй 13 оставленных германскими войсками на её территории «Бергепантер».

## Оценка проекта

### Конструкция и возможности
«Бергепантера» оценивалась специалистами как очень эффективная и лучшая или даже «безусловно лучшая» БРЭМ Второй мировой войны, намного опередившая свои серийные аналоги в странах антигитлеровской коалиции. «Бергепантера» оснащалась широким ассортиментом оборудования, облегчавшего эвакуацию и ремонт танков, а её мощность позволяла БРЭМ эвакуировать любые бронемашины, состоявшие на вооружении вермахта. В то же время, число «Бергепантер» оставалось недостаточным вплоть до конца войны, что усугублялось и выпуском части машин без сошников и лебёдок, снижавшим их эффективность.

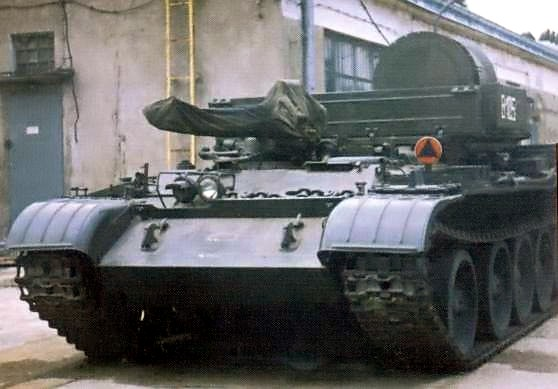
Советская БРЭМ БТС-2 (в польском варианте WZT-1)

Весной 1945 года трофейная «Бергепантера» проходила испытания на полигоне в Кубинке, по результатам которых отмечалось, что надёжная броневая защита, хорошая проходимость, длинный трос и возможность управления лебёдкой из-под брони позволяют производить эвакуацию танков непосредственно из нейтральной зоны, под ружейно-пулемётно-миномётным огнём противника. Тяговые возможности лебёдки в сочетании с наличием полиспаста позволяют производить эвакуацию аварийных и застрявших средних и тяжёлых танков из любых существующих противотанковых рвов, а также болот, рек и т.п, в то же время сама лебёдка надёжна, конструктивно проста, компактна, не требует жёстких технических условий на монтаж, и при этом проста в управлении и не требует большого объёма технического обслуживания и регулировок; как недостаток лебёдки, отмечавшийся и другими источниками, упоминалась необходимость глушения двигателя для её включения и выключения. Отмечалось, что сошник обеспечивает надёжное стопорение БРЭМ при любых условиях работы лебёдки и позволяет её работу независимо от условий местности, а съёмный кран прост по конструкции и обеспечивает выемку и установку агрегатов при ремонте танков, но плохо приспособлен для обслуживания самой БРЭМ, неудобен в повороте при нагрузке и не имеет кругового поворота стрелы на месте. В конце доклада отмечалось, что конструкция лебёдки и сошника могут быть рекомендованы за образец при проектировании собственных БРЭМ, и многие элементы специального оборудования «Бергепантеры» действительно были использованы при создании советской БРЭМ БТС-2 на базе Т-54.
Схожие выводы сделала и испытывавшая трофейную «Бергепантеру» британская комиссия, в своём докладе от 9 августа 1945 года охарактеризовавшая её как надёжную и очень ценную машину и отмечавшая что лебёдка, хотя и переусложнена, удовлетворительна в работе и справляется со всеми германскими бронемашинами. Также отмечалось, что при необходимости БРЭМ может управляться всего двумя членами экипажа, при содействии экипажа эвакуируемой машины.
При всех этих достоинствах, «Бергепантера», созданная на шасси «Пантеры», сохранила и серьёзные недостатки базового танка. Основной проблемой последнего являлась крайняя перегрузка моторно-трансмиссионной группы, поскольку шасси танка изначально создавалось в расчёте на 24-тонную машину; усугубляли вызванные этим проблемы также падение качества изготовления и материалов, нехватка запасных частей и недостаточная для обращения со сложным агрегатом квалификацией водителей. Помимо крайней перегруженности коробки передач, слабым местом шасси являлись бортовые передачи, средний ресурс которых составлял порядка 150 км. Последнее подтверждается и в воспоминаниях одного из служивших на «Бергепантере» офицеров, упоминавшего, что основные проблемы доставляли бортовые передачи, запасными частями к которым приходилось заполнять всё свободное место в машине. Распространённой проблемой «Пантер» являлись и пожары, происходившие как вследствие неудовлетворительной конструкции карбюраторов, так и недостаточной производительности системы охлаждения. Танк страдал также от недостаточного ресурса форсированного двигателя и быстрого износа тонких опорных катков и резиновых бандажей на них; последнее усугублялось низкой ремонтопригодностью «шахматной» ходовой части, требовавшей не менее 20 часов на замену катка внутреннего ряда. Некоторые источники также упоминают о частых выходах из строя торсионной подвески и сравнительно низкой её ремонтопригодности. В некоторой мере эти проблемы удалось устранить в ходе производства, однако в целом они продолжали преследовать танк вплоть до конца войны. Даже в 1944 году процент боеспособных танков в частях составлял в среднем 60—65 %, а к марту 1945 года, несмотря на продолжающуюся отработку конструкции и технологии, упал до 48 %.

### Сравнительная оценка

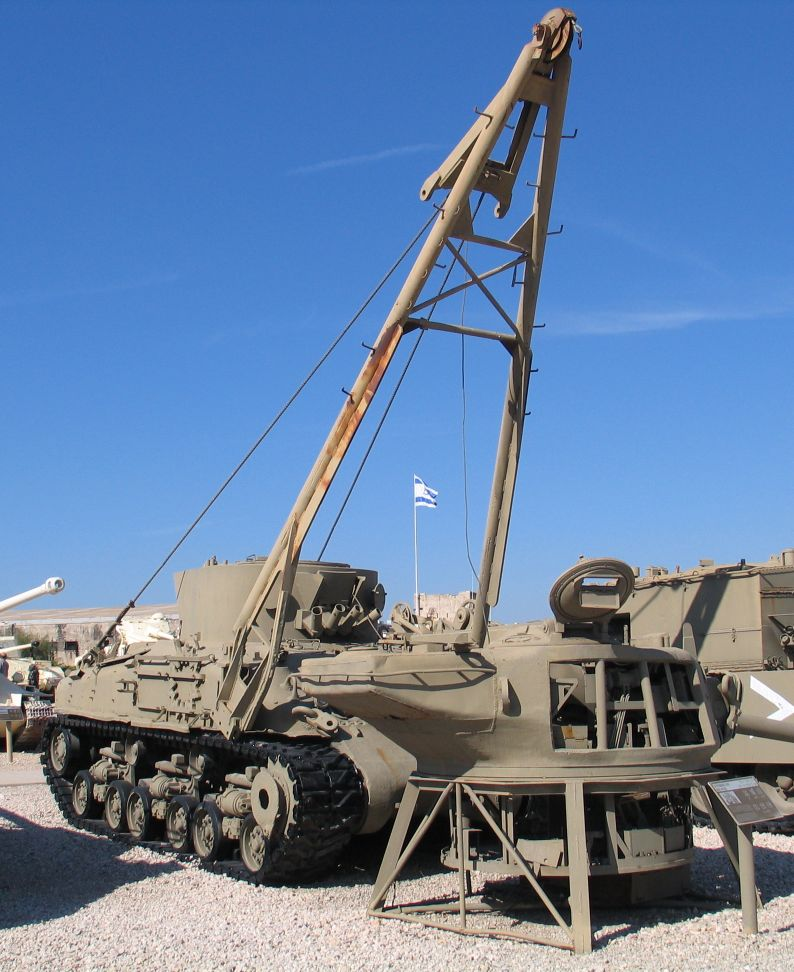
БРЭМ M32

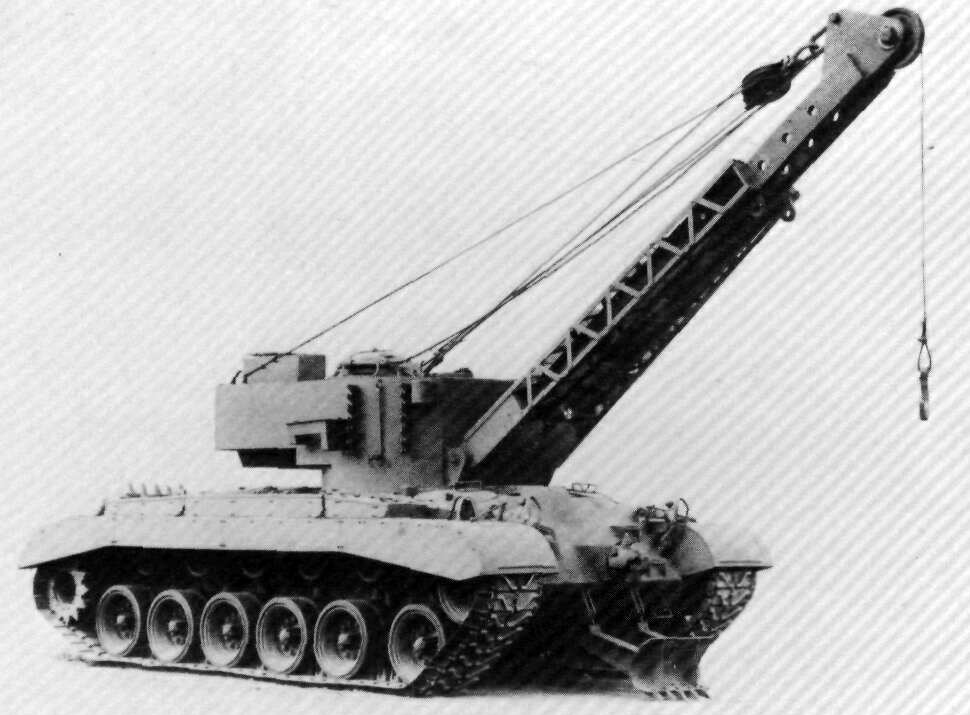
БРЭМ T12

В США в годы Второй мировой войны были разработаны БРЭМ M31 на базе снимавшегося с вооружения среднего танка M3 и, позднее, M32 на базе стандартного M4. Обе БРЭМ были функционально схожи с «Бергепантерой», будучи оснащены лебёдкой с тяговым усилием 27,2 тонны и более мощным краном грузоподъёмностью до 13,6 тонн — поворотным на M31 и перебрасываемым с кормы на лобовую часть на M32. В целом, однако, M31 и M32 уступали «Бергепантере» в тяговых возможностях и не имели сошников для самокрепления при вытягивании машин, введённых лишь на послевоенном M74. Схожий подход применялся и в Великобритании и Канаде, где для создания БРЭМ применялись как крейсерские «Кавалир», «Сентор», «Кромвель» и «Рэм», так и пехотный «Черчилль» и поставляемые по ленд-лизу M3 и M4. Оснащённость этих БРЭМ варьировалась от простых тягачей, аналогичных предсерийным «Бергепантерам» фирмы M.A.N., до сравнительно совершенных машин серии Mk.2, снабжённых 25-тонной лебёдкой, откидным сошником и 7,5-тонным краном; по эвакуационным возможностям эти машины также уступали германскому образцу.
СССР во Вторую мировую войну специализированные БРЭМ не выпускались, осуществлялась лишь нестандартизированная переделка серийных танков в тягачи силами войсковых мастерских и ремонтных заводов. Близкие к «Бергепантере» по массе тягачи на базе тяжёлых танков КВ-1с и ИС-2 (ИС-2Т) уступали германской машине в подвижности и эвакуационным возможностям, будучи функционально аналогичны предсерийным «Бергепантерам».
Единственным близким аналогом «Бергепантеры» во Второй мировой войне стала БРЭМ T12, созданная в США на базе тяжёлого танка M26. Разработка T12 была начата в 1944 году, однако до конца войны программа не продвинулась дальше прототипа и была закрыта с её окончанием. Шасси M26 было близко к «Пантере» по бронированию и массе, хотя и несколько уступало в удельной мощности. Конструкция БРЭМ, однако, демонстрировала иной подход: на месте башни базового танка устанавливалась специально созданная легкобронированная, несущая компактную лебёдку и стреловой кран грузоподъёмностью до 22,7 тонн, обеспечивавший T12 бо́льшие возможности для монтажа и демонтажа агрегатов танков, в том числе тяжёлых, вплоть до их башен.
| Сравнение основных характеристик тяжёлых БРЭМ Второй мировой войны |                                                                     |                                                   |
|                                                                    | Bergepanzerwagen Panther Ausf.G (на шасси Ausf.A)                   | Tank Recovery Vehicle T12                         |
| Общие данные                                                       |                                                                     |                                                   |
| Экипаж                                                             | 3                                                                   | 6                                                 |
| Боевая масса, т                                                    | 44,0                                                                | около 40,8                                        |
| Ширина, м                                                          | 3,28                                                                | 3,76                                              |
| Высота, м                                                          | 2,86                                                                | 3,40                                              |
| Вооружение                                                         |                                                                     |                                                   |
| Основное оборудование                                              | 40-тонная лебёдка; сошник; 3-тонный кран-стрела; грузовая платформа | лебёдка; сошник; 18,1—22,7-тонный поворотный кран |
| Оборонительное вооружение                                          | 2 × 7,92-мм MG 34                                                   | 1 × 12,7-мм M2 HB 1 × 7,62-мм M1919A4             |
| Бронезащита, мм                                                    |                                                                     |                                                   |
| Верхняя лобовая деталь                                             | 80 / 55° (139)                                                      | 102 / 46° (147)                                   |
| Нижняя лобовая деталь                                              | 50 / 55° (87)                                                       | 76 / 53° (126)                                    |
| Борт корпуса                                                       | 50 / 0° — 50 / 30° (58)                                             | 51—76 / 0°                                        |
| Надстройка (башня)                                                 | 8 / 0°                                                              | 32 / 0°                                           |
| Подвижность                                                        |                                                                     |                                                   |
| Тип двигателя                                                      | карбюраторный, жидкостного охлаждения, 600 л. с.                    | карбюраторный, жидкостного охлаждения, 500 л. с.  |
| Удельная мощность, л. с./т                                         | 13,6                                                                | 12,3                                              |
| Максимальная скорость по шоссе, км/ч                               | 50                                                                  | 40—48                                             |
| Запас хода по шоссе, км                                            | 320                                                                 | 160                                               |
| Удельное давление на грунт, кг/см²                                 | 0,84                                                                | 0,74—0,89                                         |

## Сохранившиеся экземпляры

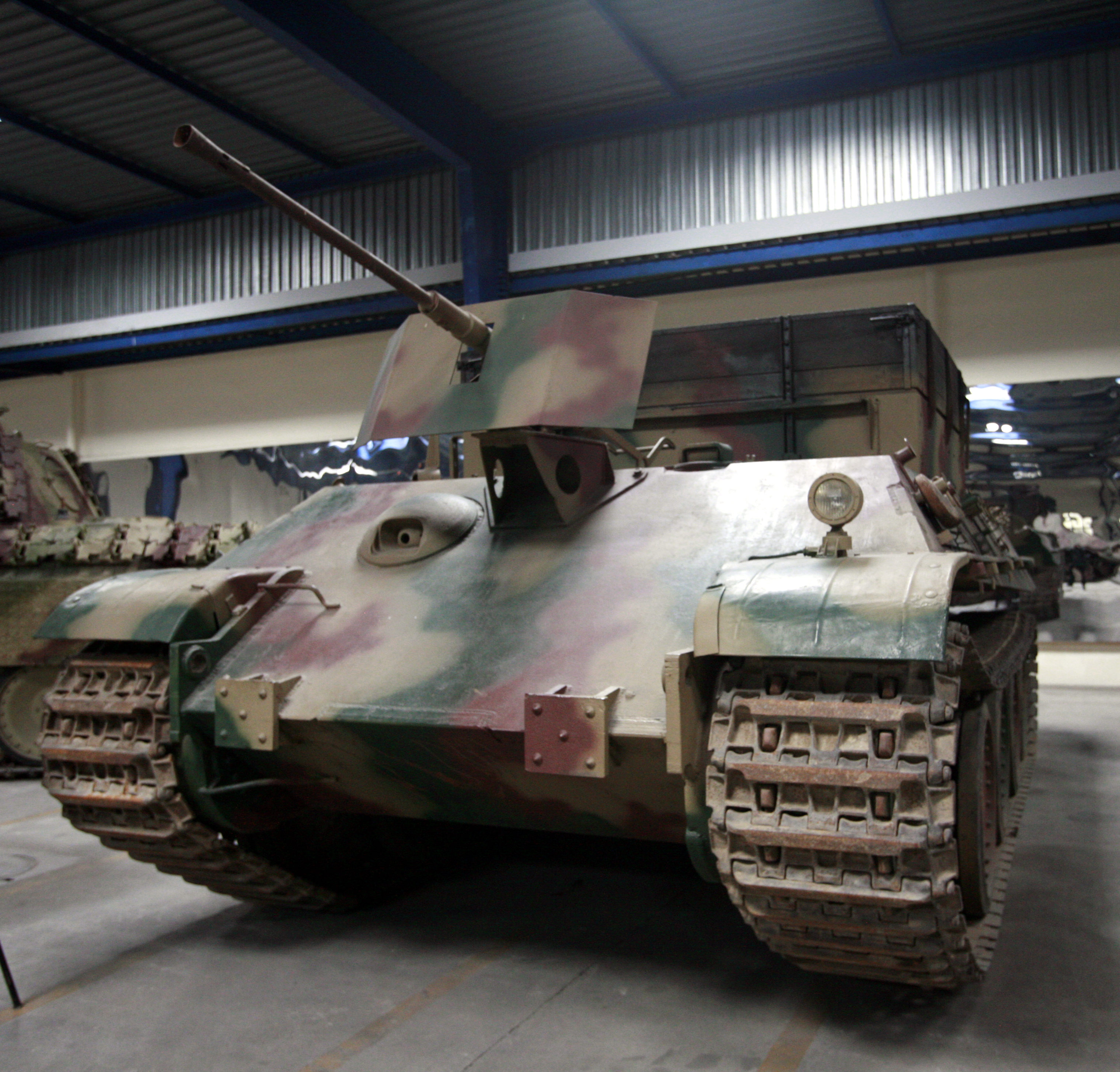
«Бергепантера» Ausf.G в Танковом музее в Сомюре

Известно о существовании двух сохранившихся образцов «Бергепантеры»:
- Германия, Технический центр бундесвера № 41 в Трире — «Бергепантера» Ausf.A, последняя из выпущенных Daimler-Benz[105];
- Франция, Танковый музей в Сомюре — «Бергепантера» Ausf.G, отдельно музеем экспонируется лебёдка машины[105];

Помимо этого, два частично сохранившихся корпуса «Бергепантеры» находятся в различных частных коллекциях.

## «Бергепантера» в сувенирной и игровой индустрии

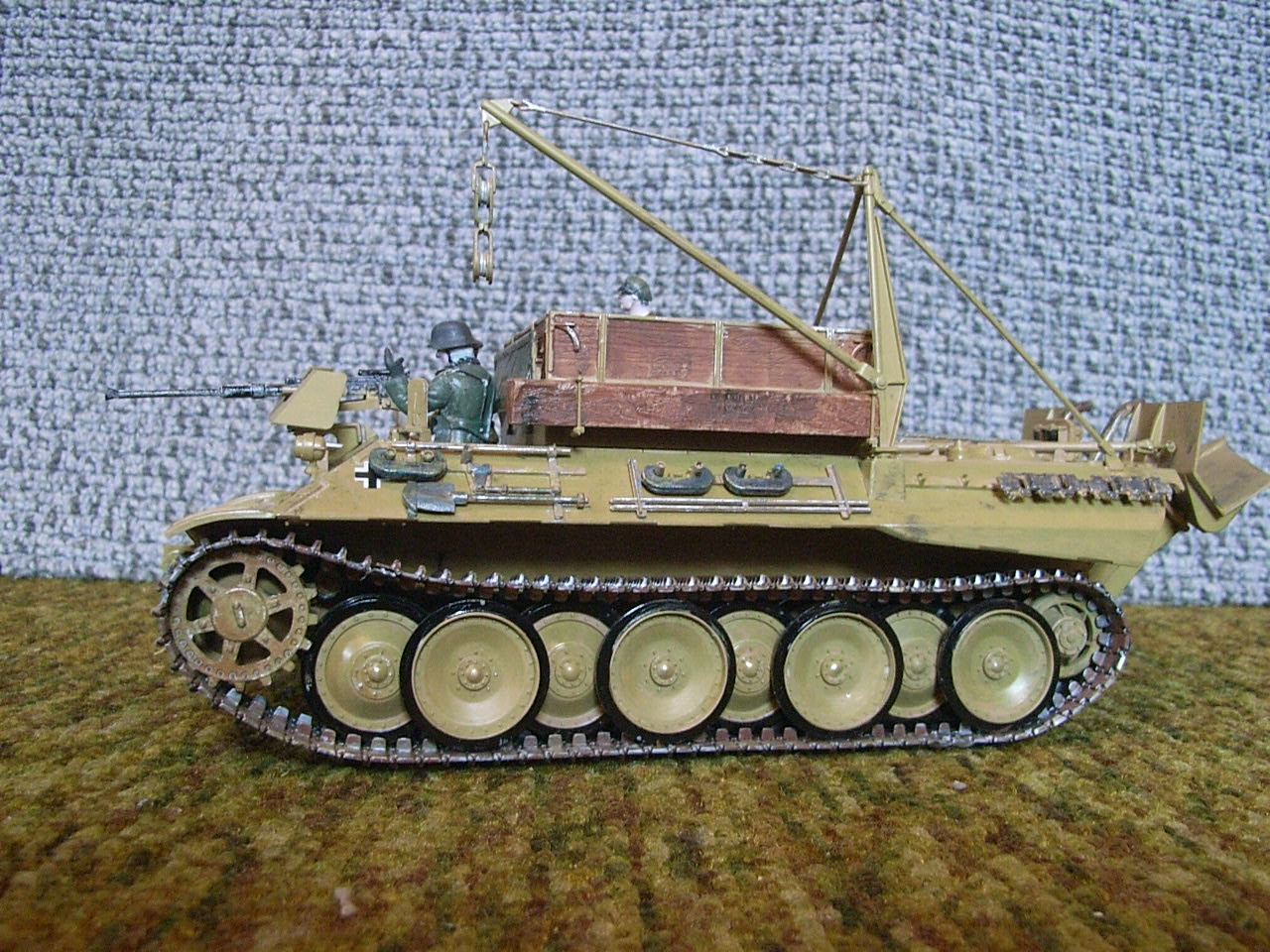
Масштабная модель «Бергепантеры»

В индустрии стендового моделизма БРЭМ являются сравнительно редкой темой, но наряду с базовым танком, представленным практически во всех существовавших хотя бы в проекте вариантах, относительную известность приобрела и «Бергепантера». В масштабе 1:35 сборная пластиковая модель предсерийной «Бергепантеры» в двух вариантах, получившая высокие отзывы моделистов, производилась украинской фирмой ICM. Серийная Ausf.A на рынке представлена лишь снятой с производства моделью итальянской Italeri. Чешским производителем Eduard предлагался также набор для дополнительной деталировки модели Italeri, в то время как польской Atlak Model выпускался набор циммеритовых панелей для моделей ICM. Кроме того, смоляные конверсионные наборы для переоборудования различных моделей «Пантеры» в БРЭМ выпускались Sovereign и Track Models.
В масштабе 1:35 выпускаются и более экзотические варианты «Бергепантеры». Так, китайской Hobby Boss представлена даже модель единичной переделки «Бергепантеры» в ЗСУ, а Cyber-Hobby — «Бергепантера» с установленной башней от Pz.Kpfw.IV. В масштабе 1:72 «Бергепантера» представлена смоляными моделями и конверсионными наборами чешской CMK.
Машина представлена в моде GZM для компьютерной игры-стратегии Blitzkrieg.

### Комментарии
1. ↑  По массе часто классифицируется как тяжёлый
2. ↑  По крайней мере, из общего выпуска в 297, данного в источнике; не указано, входят ли в это число 12 изготовленных M.A.N. машин
3. ↑  Применительно к БРЭМ, изменения в конструкции Ausf.F, основной деталью которой была новая башня, были незначительны: увеличенная толщина крыши корпуса, изменённые люки механика-водителя и стрелка-радиста и кронштейн перископа первого, а также замена курсового пулемёта на автомат StG.44
4. ↑  Первые 250 выпущенных «Пантер» оснащались двигателями HL 210 максимальной мощностью в 650 л.с, однако нет данных об установке таких силовых установок на первые «Бергепантеры»
5. ↑  «Пантеры»-подвозчики боеприпасов также переоборудовались из линейных «Пантер» со снятыми башнями
6. ↑  При оценке этого необходимо учитывать, что само по себе число выпущенных «Бергепантер» — приблизительно одна на каждые 24—28 машин семейств «Пантера», «Тигр», «Тигр» II и «Фердинанд» — не являлось малым в сравнении с относительным выпуском машин аналогичного назначения в США или Великобритании, однако потребности вермахта в продолжавшемся отступлении, усугублявшиеся низкой надёжностью тяжёлых машин, значительно повышали нагрузку на ремонтно-эвакуационные службы
7. ↑  В то время являвшейся неосвоенной на столь тяжёлых и при этом сравнительно подвижных машинах как «Пантера»
8. ↑  Как и с «Пантерой», классификация M26 была неоднозначной: изначально создававшийся в рамках среднетанковой программы T20, M26 позднее был переклассифицирован в тяжёлый для поднятия боевого духа войск; после войны танк, в рамках новой классификации, был переведён в категорию среднепушечных
9. ↑  Поворот башни мог осуществляться с грузом до 7,3 тонн тонн, поднятие стрелы — при 10,9 тоннах, тогда как при помощи лебёдки кран мог поднимать груз в 18,1—22,7-тонный при максимальном и минимальном вылете стрелы, соответственно
10. ↑  В скобках указана приведённая толщина бронирования
11. ↑  Соответственно, поддерживаемая длительное время и достижимая кратковременно
12. ↑  Соответственно, на гусеницах с уширителями, доводящими ширину до 711 мм, и на стандартных гусеницах T80E1 шириной 584 мм